# Über Sinn und Bedeutung
Über Sinn und Bedeutung ist ein 1892 erschienener Aufsatz von Gottlob Frege. Frege erläutert darin die Grundbegriffe seiner Sprachphilosophie. Die Abhandlung zählt zu den zentralen Texten der Sprachphilosophie und der linguistischen Semantik.

## Inhalt

### Sinn und Bedeutung bei Eigennamen
Der Ausgangspunkt von Freges Überlegungen ist die Beobachtung, dass Aussagen der Form „a = b“ einen anderen „Erkenntniswert“ haben als Aussagen der Form „a = a“. Hierzu ein Beispiel: Der Morgenstern ist derselbe Himmelskörper wie der Abendstern (nämlich die Venus). Im Gegensatz zu der trivial wahren Aussage „Morgenstern = Morgenstern“ drückt die Aussage „Morgenstern = Abendstern“ eine Erkenntnis aus. Frege betont, im zweiten Fall sei derselbe Gegenstand (Venus) auf zwei unterschiedliche Arten „gegeben“ (einmal als Himmelskörper, der als erstes am Abend, einmal als Himmelskörper, der als letztes am Morgen am Himmel steht).
Frege unterscheidet daher den Gegenstand, für den ein Ausdruck steht, – als dessen Bezugsgegenstand – von der Art seines „Gegebenseins“. Ersteres (im Beispiel die Venus) nennt er etwas irreführend die „Bedeutung“ des Ausdrucks – etwa so, wie auf etwas gedeutet werden kann –, letzteres davon absetzend dessen „Sinn“: „Es liegt nun nahe, mit einem Zeichen (Namen, Wortverbindung, Schriftzeichen) außer dem Bezeichneten, was die Bedeutung des Zeichens heißen möge, noch das verbunden zu denken, was ich den Sinn des Zeichens nennen möchte, worin die Art des Gegebenseins enthalten ist.“ (S. 26). Die Ausdrücke Morgenstern und Abendstern haben demnach nach Freges Verständnis wohl dieselbe Bedeutung, da sie auf denselben Gegenstand verweisen, aber einen unterschiedlichen Sinn. Frege legt Wert darauf, dass der Sinn eines Ausdrucks nicht mit einer „Vorstellung“ zu verwechseln ist. Während ein solcher Sinn „gemeinsames Eigentum von vielen sein kann“ (S. 29), als intersubjektiver Begriff, ist eine Vorstellung etwas rein Subjektives: „Si duo idem faciunt, non est idem. Wenn zwei sich dasselbe vorstellen, so hat jeder doch seine eigene Vorstellung“ (S. 30).
Die Unterscheidung zwischen Sinn und Bedeutung trifft Frege zunächst für „Eigennamen“. Ein Eigenname ist für Frege die „Bezeichnung eines einzelnen Gegenstandes“ (S. 27). Frege verwendet „Gegenstand“ in einem weiten Sinne, neben gewöhnlichen Gegenständen wie Häusern und Tischen fasst er beispielsweise auch Menschen, Orte, Zeitpunkte und Zahlen als Gegenstände auf. Ein Eigenname kann aus einem einzelnen Wort bestehen, aber „auch aus mehreren Worten oder sonstigen Zeichen“ (ebd.). Nach Frege wären also nicht nur Morgenstern, sondern auch Kennzeichnungen wie der erste Stern am Abendhimmel und Terme wie 10h 56m; + 7° 01′ Eigennamen. Frege weist darauf hin, dass ein „grammatisch richtig gebildeter“ Eigenname „immer einen Sinn“ hat (S. 28). Dagegen hat ein Ausdruck wie „der gegenwärtige König von Frankreich“ keine „Bedeutung“ nach Freges Auffassung (da es keinen solchen König gibt, auf den als gegebenen Gegenstand Bezug genommen werden könnte).

### Sinn und Bedeutung bei Sätzen
In einem zweiten Schritt wendet Frege die Unterscheidung auch auf „Behauptungssätze“ an. Den „Gedanken“, den ein solcher Satz ausdrückt, setzt Frege mit seinem Sinn, nicht mit seiner Bedeutung gleich. Der Grund ist, dass sich die Bedeutung eines komplexen Ausdrucks nicht ändern darf, wenn ein Teilausdruck durch einen anderen mit gleicher Bedeutung ersetzt wird (das sogenannte Frege-Prinzip): „Ersetzen wir nun in [dem Satz] ein Wort durch ein anderes von derselben Bedeutung, aber anderem Sinne, so kann dies auf die Bedeutung des Satzes keinen Einfluss haben“. (S. 32). Bei einer solchen Operation kann sich jedoch der ausgedrückte Gedanke ändern, „der Morgenstern ist ein Planet“ drückt nach Frege einen anderen Gedanken aus als „der Abendstern ist ein Planet“, da man den einen Satz für wahr und den anderen für falsch halten könnte, wenn man nicht weiß, dass Morgenstern und Abendstern identisch sind. Daher kann der Gedanke nicht die Bedeutung des Satzes sein, er ist der Sinn des Satzes (S. 32).
Was sich aber bei der Ersetzung eines Ausdrucks durch einen anderen mit derselben Bedeutung nicht ändern kann, ist die Wahrheit bzw. Falschheit des Satzes. Frege fasst daher als die Bedeutung eines Satzes dessen „Wahrheitswert“ auf (S. 34). Frege kennt genau zwei Wahrheitswerte: „das Wahre“ und „das Falsche“. Diese Konstruktion hat die etwas unerwartete Folge, dass Sätze ebenfalls Eigennamen sind: „Jeder Behauptungssatz […] ist also als Eigenname aufzufassen und zwar ist seine Bedeutung […] entweder das Wahre oder das Falsche“ (ebd.). Aus Freges Sicht ist dies aber konsequent, denn ein Eigenname ist ein Ausdruck, der einen Gegenstand bedeutet, und die Wahrheitswerte sind für ihn Gegenstände. Die beiden Sätze
- Der Abendstern (Hesperos) ist der Abendstern.
- Der Abendstern ist der Morgenstern (Phosphoros).

sind beide wahr, da sie auf das gleiche Objekt referieren, also dieselbe Bedeutung haben. Zugleich unterscheiden sie sich allerdings insofern, als (1) analytisch wahr ist, während (2) auf empirischen Erkenntnissen beruht. Um solche Unterschiede zu erklären, trennt Frege den Sinn als die Verwendungsweise eines Eigennamens von dessen Bedeutung. 
Eine weitere Implikation ist, dass alle wahren Sätze dieselbe Bedeutung haben, ebenso alle falschen. Nach Frege kommt es daher niemals allein auf die Bedeutung eines Satzes an, sondern immer auf die Bedeutung zusammen mit dem Sinn, dem ausgedrückten Gedanken. Der Schritt vom Gedanken zur Bedeutung findet im „Urteil“ statt (S. 34): „Urteilen kann als Fortschreiten von einem Gedanken zu seinem Wahrheitswerte gefasst werden“ (S. 35). Dieser ist nicht mit dem Verhältnis von Subjekt und Prädikat, welche nebeneinander stehen, zu vergleichen (S. 34, 35).

### Gewöhnliche, gerade und ungerade Rede
Das Gesagte, dass die Bedeutung eines Satzes sein Wahrheitswert ist, gilt jedoch nur, wenn die Worte in gewöhnlicher Weise, also in „gewöhnlicher“ Rede, gebraucht werden. Von der gewöhnlichen Rede unterscheidet Frege die „gerade“ und die „ungerade“ Rede. „Es kann aber auch vorkommen, dass man von den Worten selbst oder von ihrem Sinne reden will. Jenes geschieht z B., wenn man die Worte eines anderen in gerader Rede anführt. […] In der ungeraden Rede spricht man von dem Sinne, z. B. der Rede eines anderen.“ (S. 28).
Gerade Rede kommt also bei Zitaten vor, wenn eine Äußerung wörtlich wiedergegeben wird. Ungerade Rede liegt dagegen beispielsweise bei Nebensätzen, die mit „weil“ eingeleitet werden (S. 48), vor oder bei solchen, die mit „glauben, dass“ gebildet sind (S. 37). In diesen Fällen kann man nicht einfach einen Ausdruck durch einen anderen, der für dasselbe steht, ersetzen. Z. B. kann man in dem Satz „Kepler glaubt, dass der Morgenstern die Venus ist“ nicht einfach „Morgenstern“ durch „Abendstern“ ersetzen, denn es könnte sein, dass Kepler zwar glaubt, dass der Morgenstern, aber nicht der Abendstern die Venus ist. Ebenso wenig kann man den ganzen Nebensatz durch einen mit demselben Wahrheitswert ersetzen, also z. B. durch „dass der Mount Everest der höchste Berg der Erde ist“, denn dies ist sicherlich nichts, was Kepler glaubt.
Nach Frege haben in solchen (Neben-)Sätzen die Wörter als Bedeutung das, was in „gewöhnlicher“ Rede ihr Sinn ist. „Die ungerade Bedeutung eines Wortes ist also sein gewöhnlicher Sinn“ (S. 28). Der Satz als Ganzes bedeutet auch nicht seinen Wahrheitswert, sondern stattdessen den durch ihn ausgedrückten Gedanken. Es gilt also, „dass die Bedeutung des Satzes nicht immer sein Wahrheitswert ist und dass ‚Morgenstern‘ nicht immer den Planeten Venus bedeutet, nämlich dann nicht, wenn dies Wort seine ungerade Bedeutung hat“ (S. 38). Der Sinn eines Wortes bzw. Satzes in ungerader Rede ist nach Frege der Sinn seines gewöhnlichen Sinns (S. 37).
Bei ungerader Rede drückt ein Nebensatz also keinen Gedanken aus (sondern den Gedanken eines Gedankens). Frege behandelt noch einen anderen Fall, in dem der Nebensatz keinen Gedanken ausdrückt. Sein Beispiel ist
„wenn eine Zahl kleiner als 1 und größer als 0 ist, so ist auch ihr Quadrat kleiner als 1 und größer als 0“ (S. 43)
Hier spielt der Ausdruck „eine Zahl“ die Rolle einer Variablen, Frege nennt diesen Ausdruck daher „einen unbestimmt andeutenden Bestandteil“ des Satzes (S. 46). Aufgrund dieses Bestandteils sind die Teile des Satzes unvollständig und haben daher als Sinn keinen vollständigen Gedanken.